# Weisz Árpád (labdarúgó)
Weisz Árpád (Solt, 1896. április 16. – Auschwitz, 1944. január 30.) hatszoros magyar válogatott labdarúgó hátvéd poszton, majd Olaszországban labdarúgóedző. Edzői munkáját elismerve az edzők fejedelmének nevezték el a sportújságírók.
Az 1930-as években a fasiszta Olaszországban dolgozott edzőként. A modern edzési tudomány egyik megalapozójaként és korának egyik legjobb edzőjeként tartják számon. Neve 1938 nyarán bejárta egész Európát, amikor a Bologna FC-vel a Párizsi Világkiállítás bajnokságán 4-1-re verte az akkor már sztárcsapatnak számító Chelsea-t.

## Sportpályafutása

### Klubcsapatban
1896. április 16-án Solton született, a magyar első osztályú bajnokságban a Törekvés SE színeiben lépett pályára. Bal bekként és középpályásként tündökölt, tehetségére felfigyeltek a válogatottnál is. Tagja volt az 1924-es párizsi olimpiai csapatnak, de végül nem lépett pályára a tornán. (Esélyesként utazott ki, de végül csak 10. lett a magyar válogatott, az aranyat Uruguay vitte haza). Ekkor egyébként már idegenlégióskodott, az 1923/24-es szezonban a csehszlovák bajnokságban játszott, mégpedig a Makkabi Brno játékosaként.
A Makkabi Brünn cionista zsidó csapat volt. Csehszlovákiában elismert kisebbségnek számított a zsidóság, még külön zsidó bajnokság is működött. Egyébként akkoriban Közép-Európában több jól menő zsidó labdarúgóklub volt  például a Hakoah Wien, a Bar Kochba Berlin, a Hagibor Praha, a Makkabi Krakkó vagy a budapesti cionista Vívó és Atlétikai Club (VAC) ). A Makkabi Brünn 1920-tól szinte csak magyarországi zömében zsidó származású játékosokból állt. A játékosok félprofik voltak – papíron amatőrök, valójában bújtatott sportállásokban jó pénzért „dolgoztak” valamelyik szponzornál. Weisz Árpád számára a Makkabi Brünn végül csak ugródeszka volt, hiszen kapóra jött, hogy csapatával végig turnézták Európát, mely során olyan skalpokat gyűjtöttek be, mint a Real Madrid vagy az olasz válogatott.
Így ismerték meg Olaszországban, ahová először játékosnak szerződött. Első csapata a ma már kevéssé jegyzett Alessandria FC volt, majd a milánói sztárcsapat, az Inter játékosaként lépett pályára az 1925/26-os szezonban. Az Interrel 11 mérkőzésen 3 gólt szerzett a Serie A-ban.

### A válogatottban
1922 és 1923 között hat alkalommal szerepelt a magyar válogatottban.

### Edzőként
A következő szezonban már a kispadon, az Alessandria segédedzőjeként tűnt fel. Jól csinálhatta a dolgát, mert volt klubja az Ambrosiana Inter 1926-ban leszerződtette. Csapatával 1928-29-ben dél-amerikai túrára indultak, majd az 1929–30-as szezon a milánói csapat megszerezte az olasz bajnoki címet. (Itt érdemes megjegyezni, hogy tíz éven át az Intert magyar trénerek irányították. Weisz Árpádon kívül Viola József, Tóth Potya István és Feldmann Gyula ült a milánói kispadon.)
Weisz Árpád legnagyobb edzői sikereit nem az Internél, hanem a Bolognánál érte el, amely az 1930-as években élte fénykorát. A csapat négy bajnoki címéből zsinórban hármat (1935/36, 1936/37, 1938/39) Weisz irányításával nyerte el. Bár az 1938-as bajnokságban öt forduló után a német Hermann Felsner váltotta a kispadon, mivel a faji törvények rá is vonatkoztak (a dolog pikantériája, hogy a bajnoki trófeákat mindannyiszor Mussolini adta át…) Így is történelmet írt Weisz: mind a mai napig ő a legfiatalabb edző az olasz bajnokságban, aki háromszor is elhozta a bajnoki címet. Mindezt egy olyan korszakban, amikor az olasz futball az aranykorát élte, kétszer is világbajnokok lettek (1938-ban épp Magyarországot győzték le a világbajnoki döntőben). Edzői tevékenységét elismerve a sportújságírók az edzők fejedelmének titulálták.
A fasiszták nem voltak tekintettel Weisz érdemeire, ellehetetlenítették a mestert, aki először Franciaországban, majd Hollandiában próbált szerencsét. Akkorra már nemzetközileg is elismert tréner volt. Tekintélyét azzal alapozta meg, hogy 1938 nyarán a Párizsi Világkiállítás bajnokságán 4:1-re legyőzte az angol Chelsea-t, ami már akkor is nagy fegyverténynek számított. Hollandiában a Dordrecht csapatánál kezdett dolgozni. Csapatával hamar a tabella élére került, de 1942-ben családjával együtt deportálták. Feleségével és két gyermekével Auschwitzban hunyt el 1944 januárjában.

## Emlékezete

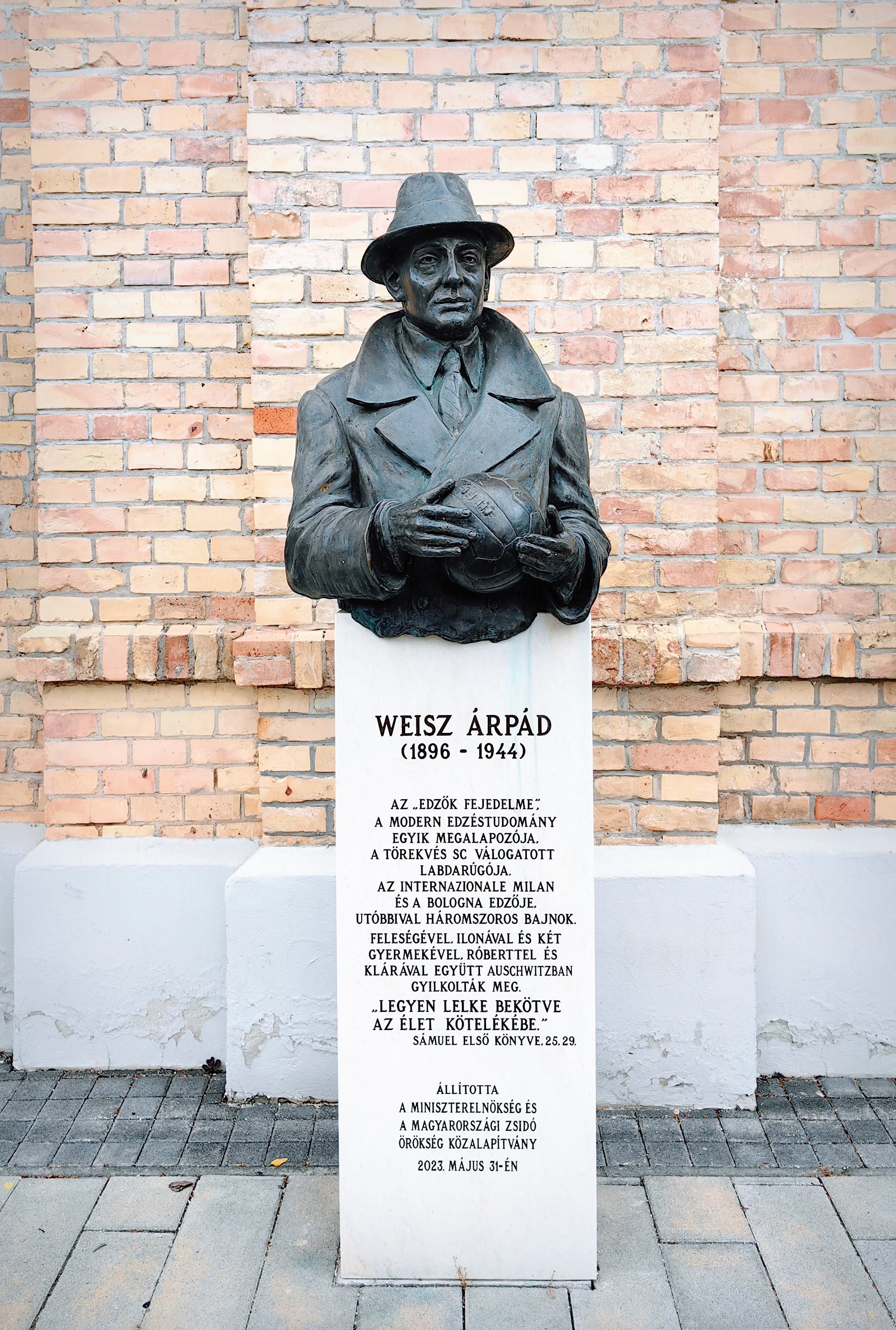
Weisz Árpád szobra Budapesten az Eiffel Műhelyház előtt

Az utókor felemás módon viszonyult a nagyszerű edzőhöz. Távozása után a fasiszta Olaszországban még az almanachokból is „kifelejtették” a nevét. Ugyanakkor Weisz munkássága nem múlt el nyomtalanul, a mai napig a legjobb trénerek között emlegetik. Olaszországban úgy tartják, hogy ő rakta le a modern edzéstudomány alapjait, kézikönyvéről pedig azt mondják: megalapozta az olasz futballelméletet.
Életéről és munkásságáról 2007-ben könyv jelent meg, A bajnoki kupától Auschwitzig, Weisz Árpád, egy zsidó edző élete és halála (Dallo scudetto ad Auschwitz) címmel. Január 27-én a nemzetközi Holokauszt emléknapon pedig volt klubja a Bologna tisztelgett Weisz Árpád előtt. Emléktábláját a város polgármestere leplezte le.
2013. január 15-én, a Bologna–Internazionale kupamérkőzésen, a két csapat játékosai Weisz feliratú mezekben vonultak pályára, az olasz stadionokban tapasztalható rasszista megnyilvánulások elleni tiltakozásképpen.
Az egyedi akciót egy évente megrendezett utánpótlás-torna követte. Első alkalommal 2013 szeptemberében az FC Bologna, Internazionale és az AC Milan U15-ös csapatai közül utóbbi szerezte meg a kupát. 2014-ben U16-os csapatok léptek pályára és egy magyar csapattal bővült az előző évi mezőny. A szeptember 4-én megtartott egynapos tornán a Diósgyőri VTK szerezte meg az első helyet, miután legyőzte 2-1-re az FC Bolognát és a döntőben pedig AC Milant verte 1-0-ra.
A holokauszt nemzetközi emléknapja alkalmából 2018. január 26-án Bolognában „A sikertől a tragédiáig”  elnevezéssel kiállítást nyitottak az emlékére.
Szektort neveztek el róla a Renato Dall’Ara Stadionban (2018)

## Sikerei, díjai
- 4 × olasz bajnok: 1930 (Ambrosiana Inter), 1936, 1937, 1938 (Bologna)
- Emléktáblája áll a bolognai Dall’Ara stadionban és a milánói Giuseppe Meazza Stadionban.[9]

## Statisztika

### Mérkőzései a válogatottban
| Magyarország | Magyarország         | Magyarország              | Magyarország      | Magyarország | Magyarország | Magyarország | Magyarország | Magyarország |
| #            | Dátum                | Helyszín                  | Hazai             | Eredmény     | Vendég       | Kiírás       | Gólok        | Esemény      |
| ------------ | -------------------- | ------------------------- | ----------------- | ------------ | ------------ | ------------ | ------------ | ------------ |
| 1.           | 1922. június 15.     | Budapest, Üllői úti pálya | Magyarország      | 1 – 1        | Svájc        | barátságos   | -            |              |
|              | 1922. augusztus 27.  | Lipcse                    | Közép-Németország | 3 – 5        | Magyarország | barátságos   | -            |              |
| 2.           | 1922. szeptember 24. | Bécs, Hohe Warte          | Ausztria          | 2 – 2        | Magyarország | barátságos   | -            |              |
| 3.           | 1922. november 26.   | Budapest, Üllői úti pálya | Magyarország      | 1 – 2        | Ausztria     | barátságos   | -            |              |
| 4.           | 1923. március 4.     | Genova, Marassi-stadion   | Olaszország       | 0 – 0        | Magyarország | barátságos   | -            |              |
| 5.           | 1923. március 11.    | Lausanne                  | Svájc             | 1 – 6        | Magyarország | barátságos   | -            |              |
| 6.           | 1923. május 6.       | Bécs, Hohe Warte          | Ausztria          | 1 – 0        | Magyarország | barátságos   | -            |              |
|              | Összesen             |                           |                   | 6            | mérkőzés     |              | 0            | gól          |